# La Balme-les-Grottes
La Balme-les-Grottes är en kommun i departementet Isère i regionen Auvergne-Rhône-Alpes i sydöstra Frankrike. Kommunen ligger i kantonen Crémieu som tillhör arrondissementet La Tour-du-Pin. År 2022 hade La Balme-les-Grottes 1 157 invånare.

## Befolkningsutveckling
Antalet invånare i kommunen La Balme-les-Grottes
Referens:INSEE